# Рецептор гранулоцитарно-макрофагального колониестимулирующего фактора
Рецептор гранулоцитарно-макрофагального колониестимулирующего фактора человека (GM-CSFR), также известный как CD116, — это рецептор к цитокину GM-CSF, стимулирующему увеличение численности гранулоцитов и макрофагов. Экспрессирован на миелобластах, зрелых нейтрофилах, эозинофилах. Связан с дисфункцией метаболизма легочного сурфактанта 4 типа.

## Структура
GM-CSF — это мембранный белок-гетеродимер семейства гемопоэтических цитокинов, образованный субъединицами α (GM-CSFRα, или CD116; 60-80 kDa) и β (GM-CSFRβс, или CD131; 120—140 kDa). Эти субъединицы также входят в комплексы рецепторов IL-3 и IL-5. При этом α-субъединица содержит сайты связывания GM-CSF, а β-субъединица принимает участие в преобразовании и передаче сигнала.

## Передача сигнала
Димеризация α- и β-субъединиц запускает процесс фосфорилирования тирозиновых остатков, осуществляемый белками семейства янус-киназ (JAK). Это приводит к присоединению фосфорилированных остатков к адаптерному белку SHC1. Затем SHC1 реагирует с белковым комплексом GRB2/SoS, что приводит к дальнейшей активации регуляторных молекул в каскаде.